# Kharitónivka
Kharitónivka (en (ucraïnès): Харитонівка) és un poble de la República Autònoma de Crimea a Ucraïna, que el 2014 tenia 296 habitants. Pertany al districte de Simferòpol.